# Маландра (Кјети)
Маландра (итал. Malandra) је насеље у Италији у округу Кјети, региону Абруцо.
Према процени из 2011. у насељу је живело 29 становника. Насеље се налази на надморској висини од 205 м.